# Stephanie Niznik
Stephanie Lynne Niznik (Bangor, Maine, 1967. május 20. – Encino, Kalifornia, 2019. június 23.) amerikai színésznő.

## Filmjei

### Mozifilmek
- Irány az éden (Exit to Eden) (1994)
- The Twilight of the Golds (1996)
- Égiposta (Dear God) (1996)
- Memorial Day (1998)
- Star Trek: Űrlázadás (Star Trek: Insurrection) (1998)
- Mindenütt jó (Anywhere But Here) (1999)
- Óriáspókok 2: Az új invázió (Spiders II: Breeding Ground) (2001)
- Beyond the City Limits (2001)
- The Twenty (2009)

### Tv-filmek
- Apollo 11 (1996)
- The Guardian (1997)
- Mr. Murder – A tökéletes gyilkos (Mr. Murde) (1998)
- Emma kívánsága (Emma's Wish) (1998)
- Inferno – Hőhullám (Inferno) (1998)
- Végzetes erő (Epoch) (2001)

### Tv-sorozatok
- Vanishing Son (1995, 13 epizódban)
- A fejvadász (Renegade) (1995, egy epizódban)
- Gyilkos sorok (Murder, She Wrot) (1995, egy epizódban)
- Sentinel – Az őrszem (The Sentinel) (1996, egy epizódban)
- Quinn doktornő (Dr. Quinn, Medicine Woman) (1997, egy epizódban)
- Sliders (1997, egy epizódban)
- JAG – Becsületbeli ügyek (JAG) (1997, egy epizódban)
- Száguldó vipera (Viper) (1997, 1999, két epizódban)
- Doktorok (L.A. Doctors) (1998, egy epizódban)
- Pszichozsaru (Profiler) (1998, egy epizódban)
- Halálbiztos diagnózis (Diagnosis Murder) (1998, 2000, öt epizódban)
- Nash Bridges – Trükkös hekus (Nash Bridges) (1999, egy epizódban)
- Családjogi esetek (Family Law) (1999, egy epizódban)
- Star Trek: Enterprise (2002, egy epizódban)
- Everwood (2002–2006, 82 epizódban)
- A Grace klinika (Grey's Anatomy) (2007, két epizódban)
- Traveler – Az utolsó vakáció (Traveler) (2007, egy epizódban)
- Afrikai kaland (Life Is Wild) (2007–2008, 13 epizódban)
- CSI: Miami helyszínelők (CSI: Miami) (2008, egy epizódban)
- Eli Stone (2008, egy epizódban)
- NCIS – Tengerészeti helyszínelők (NCIS: Naval Criminal Investigative Service) (2009, egy epizódban)
- Lost – Eltűntek (Lost) (2009, egy epizódban)